# Acuerdos de Cartagena
Los acuerdos de Cartagena, conocidos en el ámbito anglosajón como el pacto de Cartagena (en inglés: Pact of Cartagena), fueron un intercambio de notas que tuvo lugar en la ciudad española de Cartagena el 16 de mayo de 1907 entre la Tercera República Francesa, el Reino Unido de Gran Bretaña e Irlanda y el Reino de España. Las partes declararon su intención de preservar el statu quo en el Mediterráneo occidental y en el Océano Atlántico, especialmente en sus posesiones insulares y costeras. El pacto alineó a España con la entente cordiale anglo-francesa contra las ambiciones de Alemania en Marruecos, donde tanto España como Francia y Reino Unido tenían esferas de influencia mutuamente reconocidas.
Durante la Primera Guerra Mundial, el pacto fue citado por los políticos españoles que estaban a favor de estrechar vínculos con los Aliados. El 21 de abril de 1915, el líder liberal-conservador Antonio Maura hacía una declaración pública en la que afirmaba:

España tiene la posición en el norte de África y el Mediterráneo occidental que le fue concedida por ese acuerdo, tiene una comunidad de intereses con Inglaterra y Francia y la promesa recíproca de mantener y trabajar en favor de esta comunidad, y de este statu quo[,] que fue dado por las potencias interesadas.

## Antecedentes
Hasta 1902 España había estado bajo la Regencia de María Cristina de Habsburgo y había sido gobernada por gabinetes que habían buscado una actitud más benévola hacia Austria-Hungría, Italia y Alemania que hacia Francia. Aunque Bismarck había rechazado el deseo de España de unirse a la Triple Alianza, España se había unido a la Entente Mediterránea a través de un acuerdo con Italia, sin haber encontrado aliados para la defensa de sus colonias de ultramar. Las colonias españolas de ultramar en América y el Pacífico se habían perdido en la guerra hispano-norteamericana de 1898 y en la venta a Alemania de 1899. Alemania y Gran Bretaña mostraron interés en las islas Canarias y la Guinea Española. Tras estas pérdidas España buscó una compensación en Marruecos por la que competía con el Imperio Alemán y el Segundo Imperio Francés, que también tenían intereses en la zona.
Tras alcanzar su mayoría de edad, Alfonso XIII se convirtió en el nuevo rey de España. Se establecieron gobiernos que intentaron (re-)acercarse a Francia (y a Gran Bretaña). Ya en 1903, el primer ministro Francisco Silvela había propuesto al embajador de Francia en Madrid, Jules Cambon, que España se uniera a la Alianza franco-rusa si los aliados garantizaban las posesiones restantes de España. Los gobiernos sucesores habían coincidido en la cuestión marroquí, de especial importancia para España, en 1904 con Francia y en 1906 en la Conferencia de Algeciras con Gran Bretaña. Además, Alfonso XIII había estado casado desde 1906 con una sobrina del rey británico Eduardo VII, quien hizo campaña para obtener el apoyo de las casas reales de Europa para la Entente cordiale anglo-francesa y (supuestamente) para el aislamiento de Alemania.

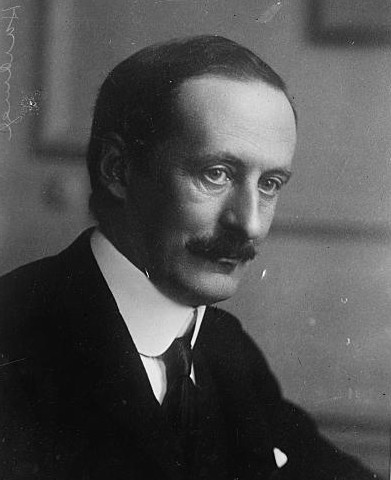
Charles Hardinge
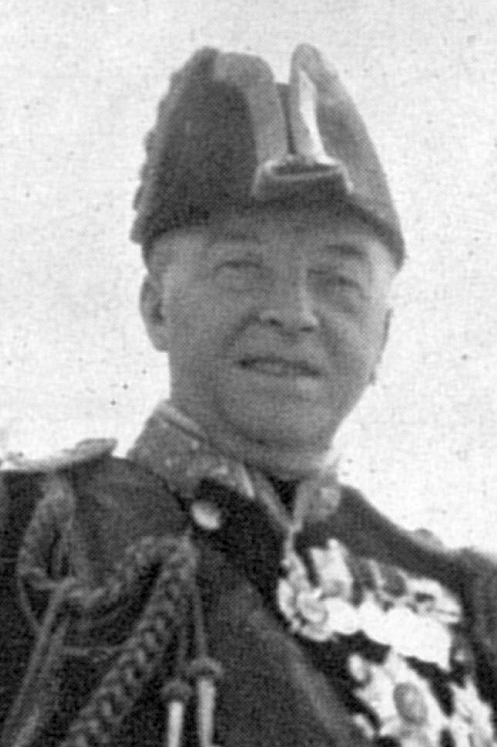
John Fisher
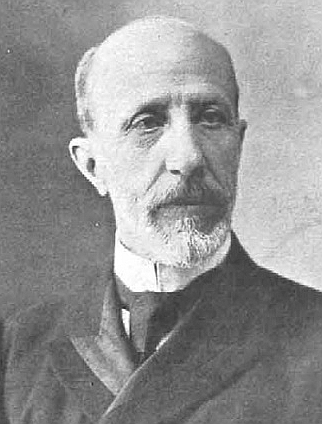
José Ferrándiz y Niño
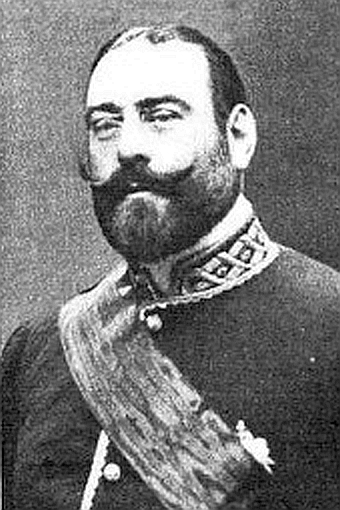
Manuel Allendesalazar

Sobre todo, Gran Bretaña estaba preocupada por el reconocimiento de su dominio sobre la colonia de Gibraltar, mientras que Francia quería impedir el establecimiento de una base naval alemana en las islas Baleares. Negociadores británicos como Francis Bertie y el secretario de Estado Charles Hardinge habían estado en negociaciones preliminares con el embajador español en Londres, Wenceslao Ramírez de Villaurrutia, desde diciembre de 1906. También Jules Cambon, su hermano Paul Cambon era embajador de Francia en Londres al mismo tiempo, negociaba con representantes del gobierno español desde enero de 1907 a más tardar. Antonio Maura fue nombrado presidente del Gobierno de España por Alfonso XIII en enero de 1907. Primero, el secretario de Relaciones Exteriores británico, Edward Gray, buscó un acuerdo británico-español (similar al Acuerdo franco-español), luego, más tarde, el ministro de Relaciones Exteriores francés, Stéphen Pichon, y el primer ministro francés, Georges Clemenceau, favorecieron un acuerdo tripartito. Alfonso XIII, a su vez, propuso un acuerdo puramente británico-español, en el que Gran Bretaña se comprometería a proteger el dominio español, pero se le permitiría utilizara esa nación los puertos españoles en caso de guerra. Las negociaciones amenazaron inicialmente con fracasar debido a la propuesta realizada por el propio Alfonso XIII el 16 de marzo de estipular contractualmente la neutralidad de España. El 25 de marzo, Cambon presentó una propuesta de compromiso que tenía en cuenta los deseos españoles, en la que Harding también pudo acomodar los deseos británicos el 28 de marzo.
Del 8 al 10 de abril de 1907, Eduardo VII, la reina consorte británica, el Primer lord del Almirantazgo John Fisher y Hardinge se reunieron en Cartagena con Alfonso XIII, el presidente Antonio Maura, Villaurrutia, el secretario de Estado Manuel Allendesalazar y el ministro de Marina José Ferrándiz. Madrid parecía demasiado inseguro para la visita, por previos atentados anarquistas en esa ciudad.

## Contenido

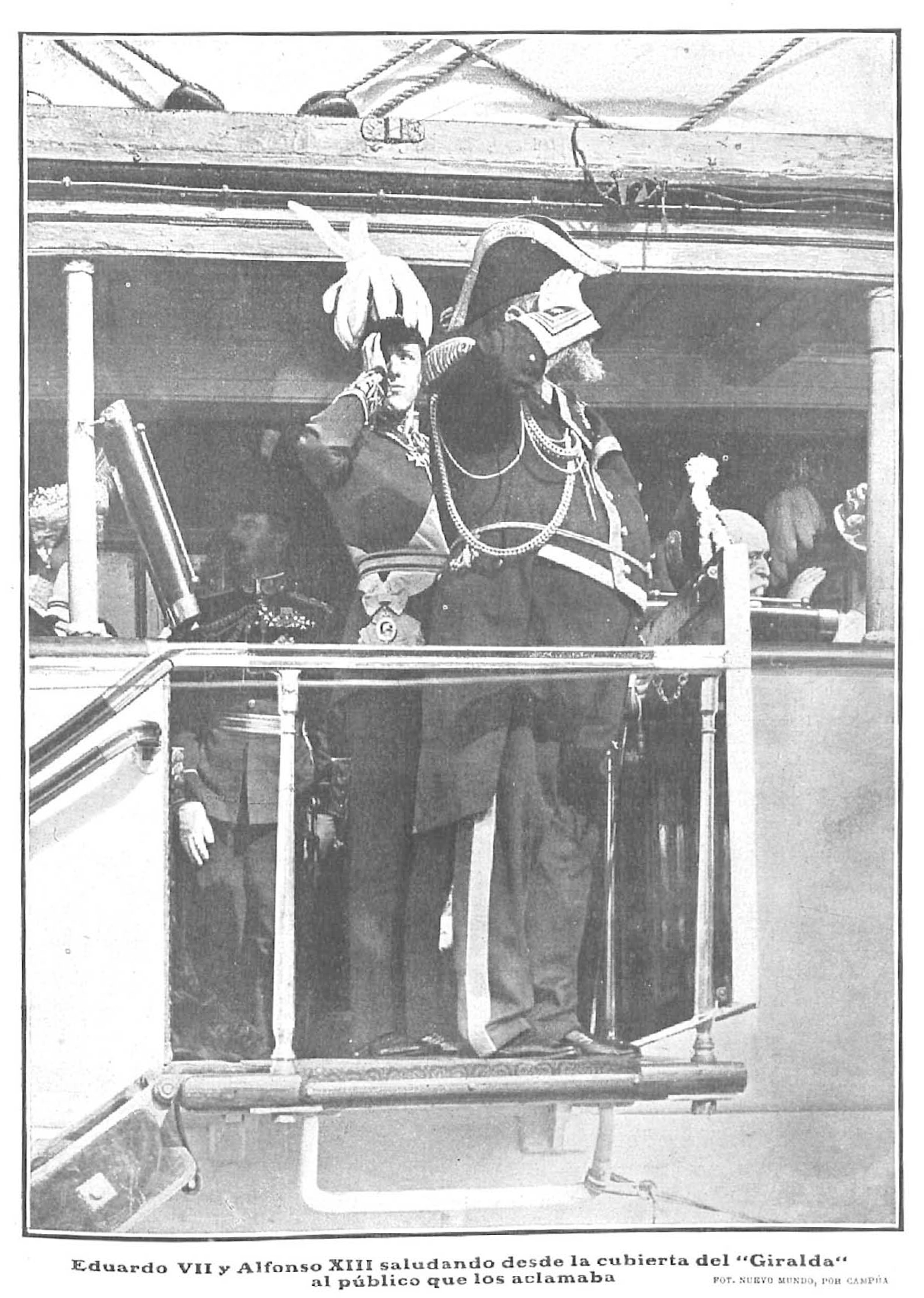
Eduardo VII y Alfonso XIII durante la visita oficial del primero a Cartagena en abril de 1907, prolegómeno de los acuerdos.

Las partes declararon su intención de mantener el statu quo en el Mediterráneo occidental y el océano Atlántico, en especial sus posesiones insulares y costeras. El compromiso alineó a España con la Entente cordiale anglo-francesa contra las ambiciones de Alemania sobre Marruecos, donde tanto España como Francia poseían esferas de influencia reconocidas mutuamente, y reconocidas por los británicos.
Los acuerdos anglo-españoles y franco-españoles alcanzados por los negociadores en Cartagena el 16 de mayo de 1907 fueron declaraciones de intenciones, no acuerdos. Aunque se evitaron garantías y obligaciones claramente formuladas así como nombres concretos de posesiones, España garantizó tácitamente la posesión de Gibraltar y Malta por parte de Gran Bretaña, y la posesión de Argelia y Túnez por parte de Francia. A cambio, Gran Bretaña y Francia acordaron mantener el dominio español sobre las islas Baleares, las islas Canarias y el África Española. España se comprometió a no ceder ni arrendar islas o puertos a otras potencias. Las tres potencias también reconocieron mutuamente sus respectivos reclamos e intereses en Marruecos y el norte de África. Correspondientes notas idénticas fueron intercambiadas entre el ministro de Asuntos Exteriores británico, Edward Gray, y el embajador de España en Londres, Wenceslao Ramírez de Villaurrutia, y entre el ministro de Asuntos Exteriores de Francia, Stéphen Pichon, y el embajador de España en París, Fernando León y Castillo. Las notas fueron presentadas a los gobiernos de Alemania, Rusia, Austria-Hungría, Italia, Portugal, Japón y Estados Unidos. Pichon aseguró que los acuerdos estaban destinados únicamente a consultas sobre un enfoque conjunto para mantener el statu quo en el Mediterráneo y el Atlántico oriental y tenían un carácter pacífico.

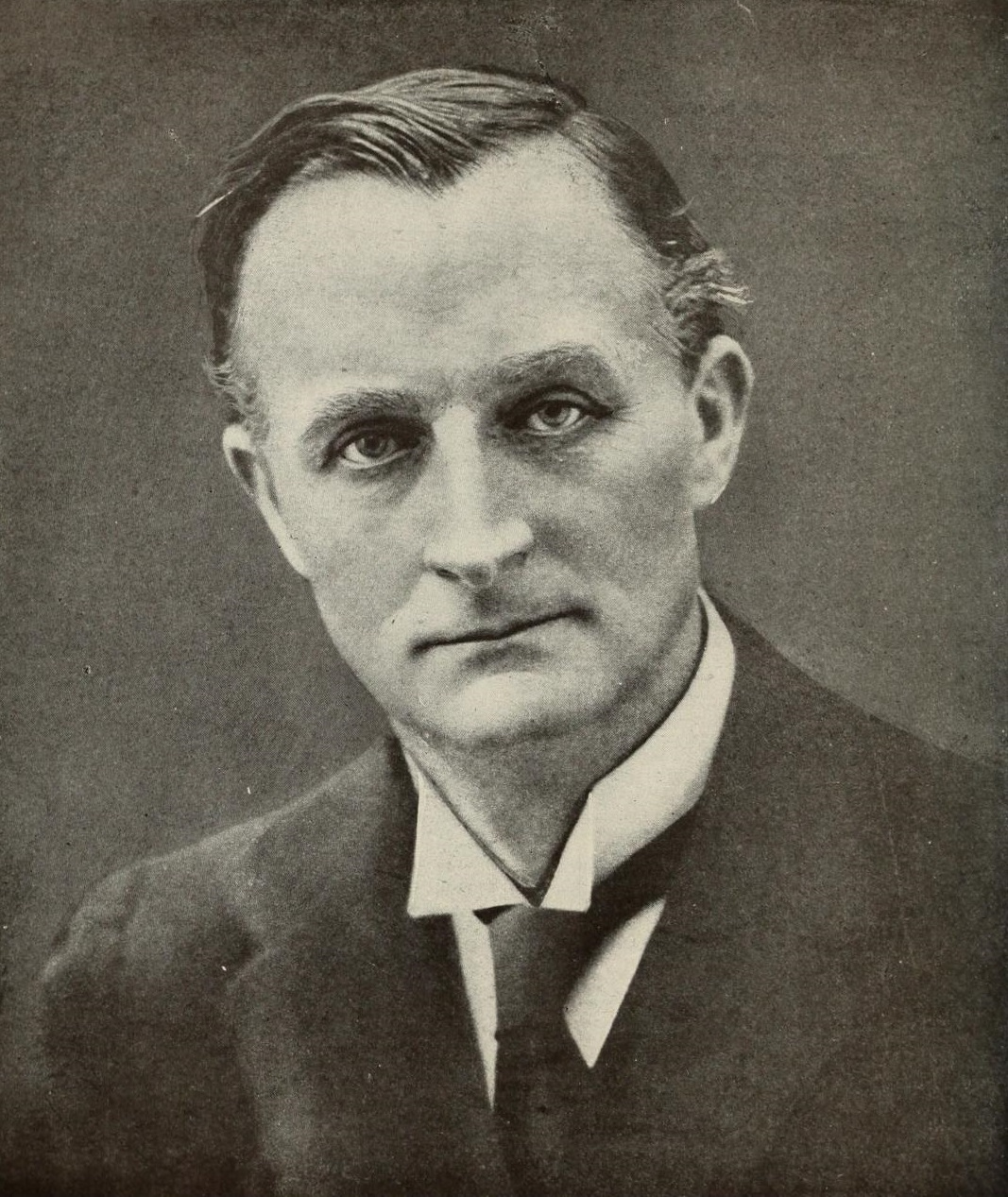
Edward Grey
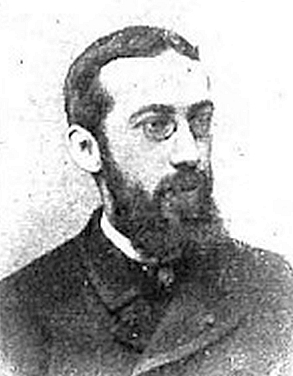
Wenceslao Ramírez de Villa Urrutia
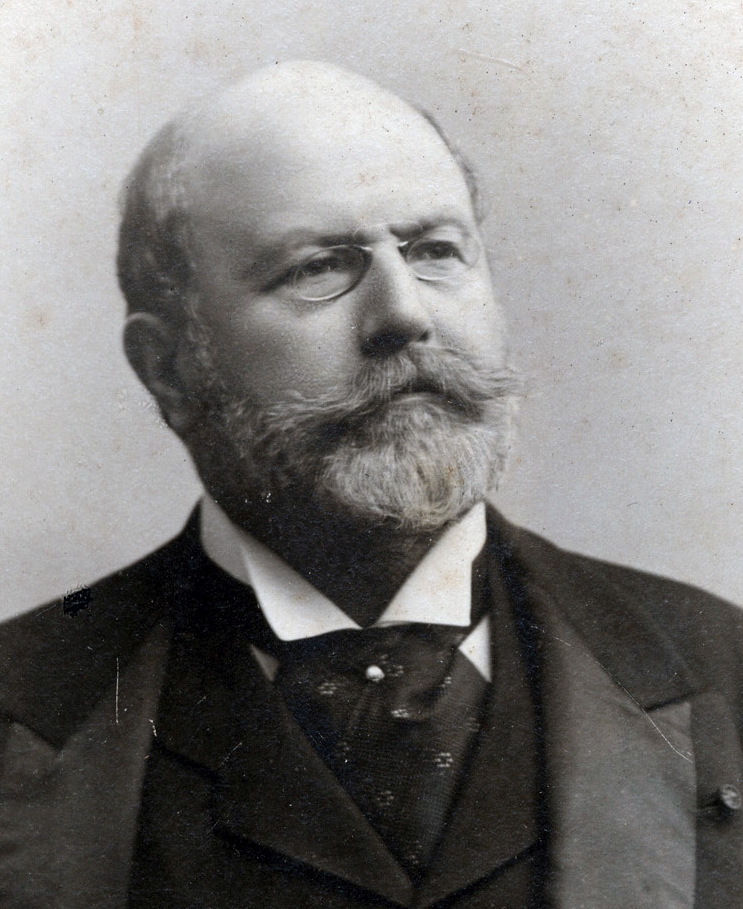
Fernando León y Castillo
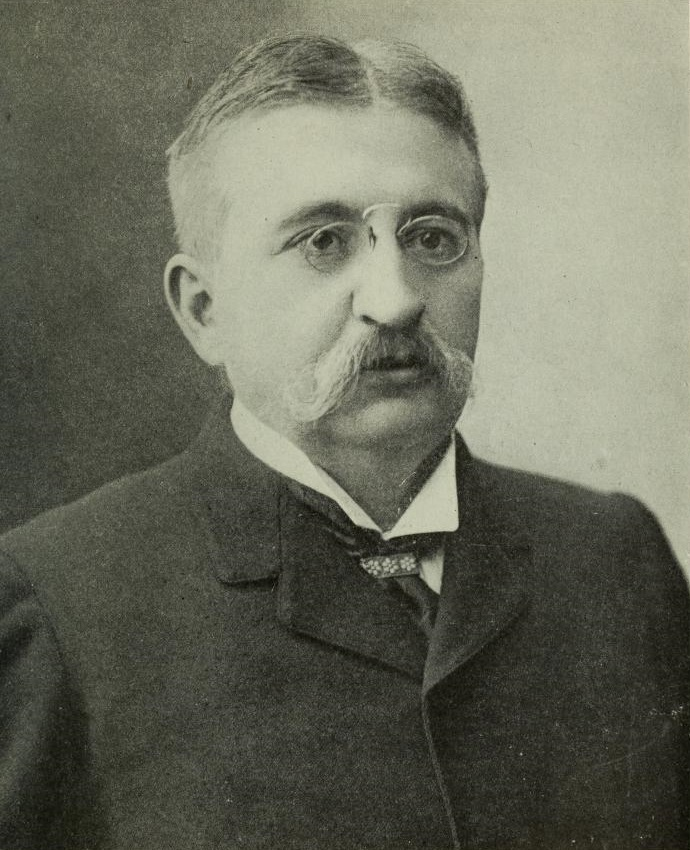
Stéphen Pichon

### Textos de las notas
| Nota de Edward Grey al Marqués de Villaurrutia | Nota de Villaurrutia a Grey | Nota de Fernando León y Castillo a Stephen Pichon | Nota de Pichon a León y Castillo |
| --- | --- | --- | --- |
| Animated by the desire to contribute in every possible way to the maintenance of peace, and convinced that the preservation of the territorial status quo and the rights of Great Britain and Spain in the Mediterranean and that part of the Atlantic Ocean which washes the shores of Europe and Africa must materially serve this end, and is, moreover, to the mutual advantage of the two nations bound to each other by the closest ties of ancient friendship and of community interests. The Government of His Britannic Majesty desire to lay before that of his Catholic Majesty the following declaration of policy, in the confident hope that it will not only still further strengthen the good understanding so happily existing between them, but will also promote the cause of peace. The general policy of the Government of His Britannic Majesty in the regions above defined is directed to the maintenance of the territorial status quo, and the in pursuance of this policy they are firmly resolved to preserve intact the rights of the British Crown over its insular and maritime possessions in these regions. Should circumstances arise which, in the opinion of the Government of His Britannic Majesty, would alter, or tend to alter, the existing territorial status quo in the said regions, they will communicate with the Government of His Catholic Majesty in order to afford them the opportunity to concert, if desired, by mutual agreement the course of action which the two powers shall adopt in common. | Animado del deseo de contribuir por todos los medios posibles a la conservación de la paz, y convencido de que el mantenimiento del statu quo territorial y de los derechos de España y de la Gran Bretaña en el Mediterráneo y en la parte del Atlántico que baña las costas de Europa y de Africa debe servir eficazmente para alcanzar ese fin, siendo al mismo tiempo beneficioso para ambas naciones, unidas además por los lazos de secular amistad y por la comunidad de intereses; El Gobierno de Su Majestad Católica desea poner en conocimiento del Gobierno de Su Majestad Británica la declaración cuyo tenor sigue, con la firme esperanza de que contribuirá, no solamente a afianzar la buena inteligencia que tan felizmente existe entre ambos Gobiernos, sino también a servir la causa de la paz: La política general del Gobierno de Su Majestad Católica en las regiones arriba indicadas tiene por objeto el mantenimiento del statu quo territorial, y, conforme a tal política, dicho Gobierno está firmemente resuelto a conservar intactos los derechos de la Corona Española sobre sus posesiones instilares y marítimas situadas en las referidas regiones. En el caso de que nuevas circunstancias pudiesen modificar o contribuir a modificar el statu quo territorial actual, dicho Gobierno entrará en comunicación con el Gobierno de Su Majestad Británica, a fin de poner a ambos Gobiernos en condiciones de concertarse, si lo juzgan oportuno, respecto a las medidas que hubieran de tomarse en común. | Animado del deseo de contribuir por todos los medios posibles a la conservación de la paz, y convencido de que el mantenimiento del statu quo territorial y de los derechos de España y de Francia en el Mediterráneo y en la parte del Atlántico que baña las costas de Europa y de Africa debe servir eficazmente para alcanzar ese fin, siendo al mismo tiempo beneficioso para ambas naciones, unidas además por los lazos de secular amistad y por la comunidad de intereses; El Gobierno de Su Majestad Católica desea poner en conocimiento del Gobierno de la Republica Francesa la declaración cuyo tenor sigue, con la firme esperanza de que contribuirá, no solamente a afianzar la buena inteligencia que tan felizmente existe entre ambos Gobiernos, sino también a servir la causa de la paz: La política general del Gobierno de Su Majestad Católica en las regiones arriba indicadas tiene por objeto el mantenimiento del statu quo territorial, y, conforme a tal política, dicho Gobierno está firmemente resuelto a conservar intactos los derechos de la Corona Española sobre sus posesiones instilares y marítimas situadas en las referidas regiones. En el caso de que nuevas circunstancias pudiesen modificar o contribuir a modificar el statu quo territorial actual, dicho Gobierno entrará en comunicación con el Gobierno de la Republica Francesa, a fin de poner a ambos Gobiernos en condiciones de concertarse, si lo juzgan oportuno, respecto a las medidas que hubieran de tomarse en común. | Animé du désir de contribuer par tous les moyens possibles à la conservation de la paix et convaincu que le maintien du statu quo territorial et des droits de la France et de l’Espagne dans la Méditerranée et dans la partie de l’Atlantique qui baigne les côtes de l’Europe et de l’Afrique doit servir efficacement à atteindre ce but, tout en étant profitable aux deux nations qu’unissent d’ailleurs les liens d’une amitié séculaire et la communauté des intérêts ; Le Gouvernement de la République Française desire porter à la connaissance de Sa Majesté Catholique la déclaration dont la teneur suit, avec le ferme espoir qu’elle contribuera non seulement à affermir la bonne entente qui existe si heureusement entre les deux Gouvernements, mais aussi a servir la cause de la paix : La politique générale du Gouvernement de la République Française dans les régions susindiquées à pour objet le maintien du statu quo territorial et, conformément à cette politique, ce gouvernement est fermement résolu à conserver intacts les droits de la République Française sur ses possessions insulaires et maritimes situées dans les dites régions. Dans le cas ou se produiraient de nouvelles circonstances qui, selon l’opinion du Gouvernement de la République Française, seraient de nature ou à modifier ou à contribuer à modifier le statu quo territorial actuel, ce Gouvernement entrera en communication avec le Gouvernement de Sa Majesté Catholique, afin de mettre les deux Gouvernements en état de se concerter, s’il est jugé désirable, sur les mesures à prendre en commun. |

### Tratos supuestamente paralelos

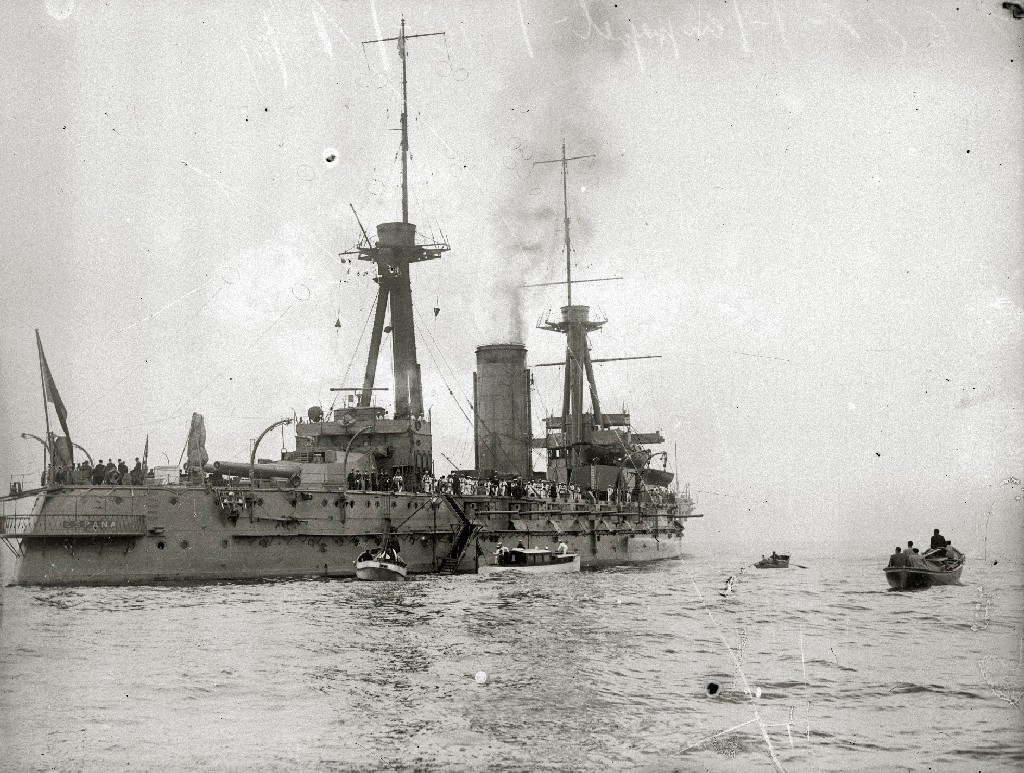
El acorazado España, primer buque de la clase España, que entró en servicio activo en 1913.

Nada en las breves notas indicaba ninguna convención o alianza militar. Sin embargo, diplomáticos belgas (Jules Greindl, Charles Lalaing), parlamentarios españoles, periódicos españoles y más tarde también propagandistas alemanes de la Primera Guerra Mundial sospecharon que los préstamos navales tomados por España inmediatamente después de las negociaciones estaban relacionados con cláusulas adicionales secretas que iban más allá de las consultas acordadas en caso de crisis. En consecuencia, España debería haberse comprometido a desarrollar y fortificar sus puertos más grandes de tal manera que puedan acomodar fuertes formaciones navales británicas y francesas en caso de una defensa y construir y mantener una flota suficiente para la protección de estos puertos. La participación del primer lord británico Fisher y del ministro de Marina español Ferrándiz en las negociaciones así lo indicó.
De hecho, el 1 de junio de 1907, el gobierno de Maura puso en marcha un programa de construcción naval que llevaría el nombre de Ferrándiz, que fue aprobado el 7 de enero de 1908 y complementado con otro programa de rearme en abril de 1908 y preveía también la ampliación de los puertos de guerra de Cartagena, Ferrol y Mahón. Algunos de los nuevos barcos iban a ser construidos en astilleros británicos y España podía obtener préstamos británicos o franceses para comprar estos barcos. Una empresa conjunta hispano-británica, la Sociedad Española de Construcción Naval (SECN), fue fundada en 1909 con astilleros en Ferrol y Cartagena específicamente para la construcción de los otros barcos. Gran Bretaña también acordó ayudar a expandir las fortificaciones del puerto.

## Consecuencias

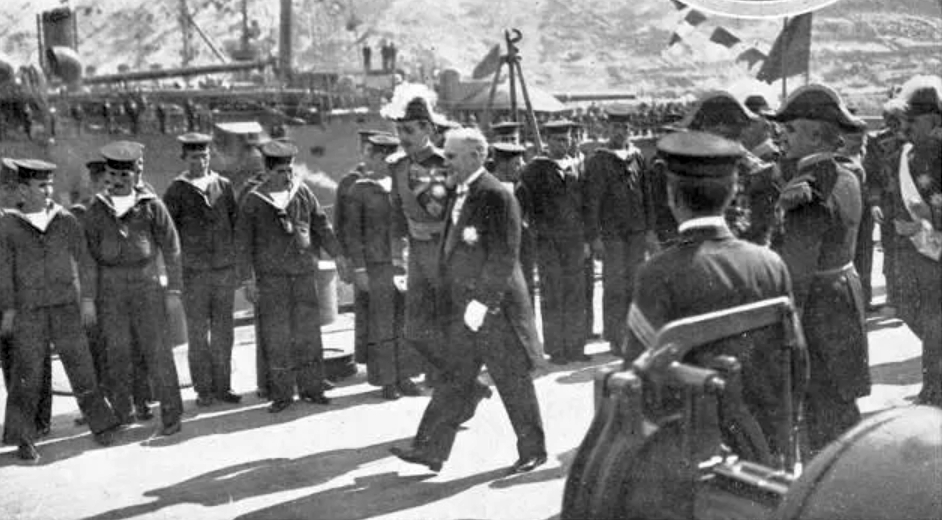
El rey Alfonso XIII con el presidente Raymond Poincaré en Cartagena en 1913 frente al recién construido acorazado España (como parte del programa Ferrándiz). Al año siguiente estallaría la Primera Guerra Mundial.

Después de que la Primera Crisis Marroquí (que se decidió en la Conferencia de Algeciras en 1906) fortaleciera los lazos de España con Gran Bretaña y Francia y el apoyo público para el rearme aumentó después, el gobierno español llegó a un acuerdo con esos dos potencias para un plan de defensa mutua, que son los citados Acuerdos de Cartagena de 1907. A cambio del apoyo británico y francés para la defensa de España, la flota española apoyaría a la Armada Francesa en caso de guerra con la Triple Alianza contra las flotas combinadas del Reino de Italia y Austria-Hungría en el Mar Mediterráneo ya que la Royal Navy debería de centrarse en el Mar del Norte contra la Kaiserliche Marine germana; mientras que la flota francesa por sí sola no podría contener a la armada italiana y la austrohúngara  juntas, y era necesario que Francia transportara por mar a sus tropas coloniales desde el norte de África al continente europeo.
Con la transferencia de tecnología de Reino Unido el gobierno español pudo construir los acorazados Clase España y proyectó los de Clase Reina Victoria Eugenia pero la fabricación de estos último se canceló justamente por el inicio de la Primera Guerra Mundial.
La diplomacia británica y los esfuerzos de Eduardo VIII tanto por parte de diplomáticos belgas como de autores alemanes asumieron el objetivo de integrar a España en una alianza defensiva y así querer cerrar la brecha geoestratégica entre Portugal y Francia no se ha logrado -aunque Alfonso XIII durante su visita a París en mayo de 1913 hizo campaña para que España se uniera a la Triple Entente (que el entonces presidente francés Raymond Poincaré no menciona en sus memorias) y durante la visita de regreso de Poincaré a Cartagena en octubre de 1913, Francia ofreció la posibilidad de utilizar los puertos españoles en caso de guerra e incluso de transportar el XIX Cuerpo de Ejército francés estacionado en Argelia a través del territorio español, plan que el gobierno español rechazó posteriormente debido a la débil red ferroviaria existente. Se dice que Alfonso XIII esperaba ciertas compensaciones a favor de España (quizás por eso Poincaré no mencionó nada al respecto), como un protectorado sobre Portugal, por la crisis política portuguesa que existía desde el asesinato del rey Carlos I, siendo que tras el establecimiento de la república Portugal se había vuelto más inestable. La segunda declaración de Cartagena de 1913 sólo reafirmó el acuerdo anglo-francés-español de 1907, nada más. El acuerdo aseguró a Francia y España el protectorado sobre Marruecos y para las potencias de la Entente aseguró al menos la neutralidad de España en esta guerra. En última instancia, en realidad contribuyó al aislamiento de Alemania, o al menos al declive de la influencia germana en la región del Mediterráneo.
Cuando en 1914 estalló la Gran Guerra el gobierno italiano declaró inicialmente su neutralidad de modo que el gobierno español tuvo margen para declarar también su neutralidad al reducirse notablemente la amenaza naval contra Francia. Consecuentemente, el Acuerdo de Cartagena de 1907 quedó sin efecto al estallar la guerra al declarar España su neutralidad sin haber discutido medidas conjuntas con los socios de la Entente. Sin embargo, mantuvo formalmente su validez teórica hasta el 26 de abril de 1915 cuando Gran Bretaña y Francia -sin consultar a España- prometieron a Italia un cambio en el statu quo en el Mediterráneo en el Tratado de Londres. España, a diferencia de Italia, Portugal, Grecia y Rumania, no se unió a las potencias de la Entente en la Primera Guerra Mundial. Con la entrada en el bando de los aliados de Italia (en 1915) y Portugal (en 1916), disminuyó mucho la importancia del apoyo activo de España a alguno de los bandos, y la Entente (y también las Potencias Centrales) quedó satisfecha con la neutralidad española.